# Will Tudor
William James Sibree Tudor (Londres, 11 de abril de 1987) es un actor británico, más conocido por su papel como Olyvar en la serie de HBO, Game of Thrones; y como el synth Odi en la serie de AMC, Humans.

## Filmografía

### Cine
| Año  | Título   | Papel   |
| ---- | -------- | ------- |
| 2014 | Bonobo   | Toby    |
| 2016 | Tomorrow | Tristan |

### Televisión
| Año       | Título             | Papel            | Notas       |
| --------- | ------------------ | ---------------- | ----------- |
| 2011      | Great Expectations | Fan de Estella   |             |
| 2013—2015 | Game of Thrones    | Olyvar           | 7 episodios |
| 2013      | Doctors            | Sam Young        | 1 episodio  |
| 2014      | In The Club        | Jack             | 4 episodios |
| 2014      | The Red Tent       | Joseph           | 2 episodios |
| 2015      | Humans             | Odi              | 6 episodios |
| 2016      | Mr Selfridge       | Frank Whiteley   | 4 episodios |
| 2017-2019 | Shadowhunters      | Sebastian Verlac |             |
| 2020      | Industry           | Theo Tuck        |             |